# 歌和老街

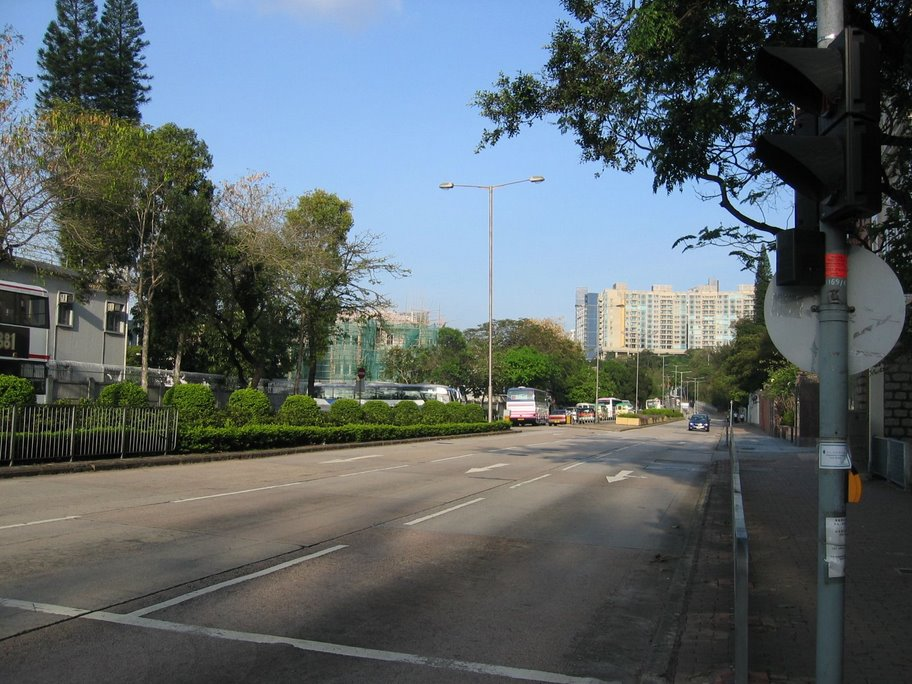
義德道及歌和老街交界，後為畢架山峰

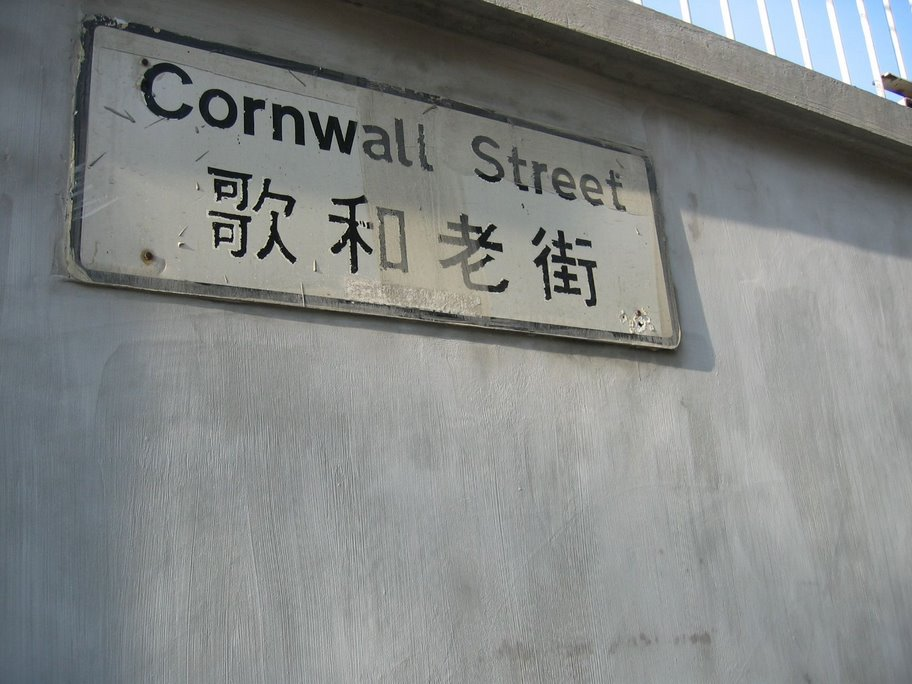
歌和老街街牌

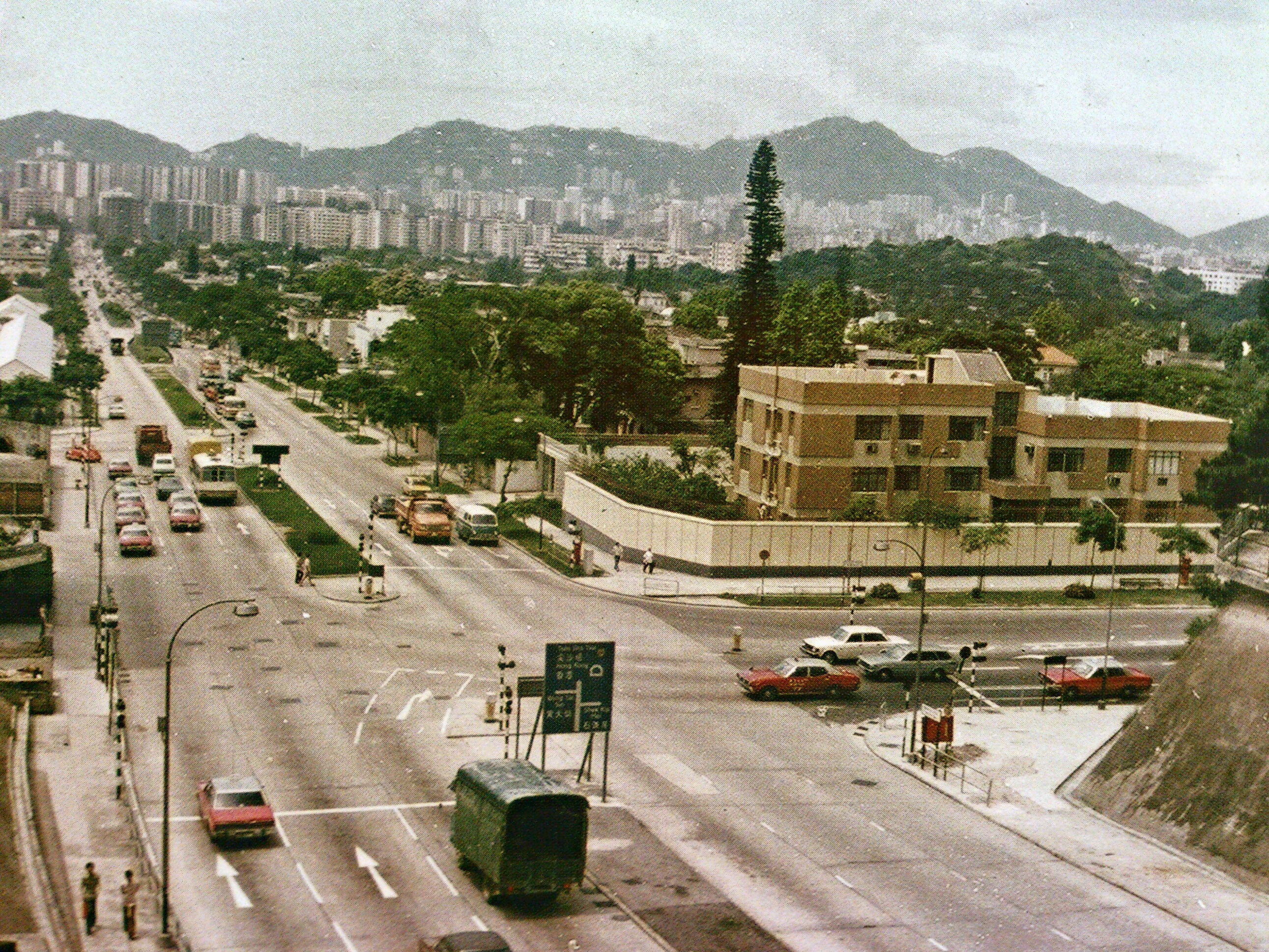
1970年代歌和老街與窩打老道的交界，圖中右方逾多層樓高之南洋杉現已移除

歌和老街（英語：Cornwall Street）是香港九龍的一條道路，為九龍塘北部的交通要道，橫跨九龍城區及深水埗區。
歌和老街原為九龍塘多條小街之一，以英國歌和老郡命名。
由於九龍塘與又一村中間的九廣鐵路路軌阻隔，車輛昔日只能經界限街來往兩地，因此政府其後延長並擴闊歌和老街，在山上橫跨路軌，使之成為連接九龍塘至又一村、石硤尾和大窩坪的主要通道。
1965年起，政府在大窩坪和石硤尾之間開山拓展土地。1970年10月25日，南昌街和歌和老街分別從大坑西街交界及筆架山道交界延長至大窩坪。
歌和老街東接窩打老道近香港浸會醫院及聯合道一帶，西接南昌街及龍翔道支路。在前往石硤尾公園的小徑及筆架山道間為歌和老街天橋，下為舊九廣鐵路（英段）（現稱港鐵東鐵綫）的筆架山隧道。而於達之路至香港扶幼會則仁中心學校一段可遠眺香港島中環，在煙花匯演時有很多市民在此觀看煙花。

## 連接街道
由東至西數起：
- 窩打老道
- 義德道 - 連接畢架山
- 小徑 - 可前往紫蘭台
- 德雲道
- 根德道 - 前往港鐵九龍塘站
- 畢架山道 - 前往畢架山一號及其他低密度住宅
- 小徑 - 前往歌和老街公園
- 達之路 - 前往又一城及又一村
- 達康路 - 前往畢架山峰及香港城市大學學生宿舍
- 小徑 - 前往石硤尾公園
- 達康路 - 前往畢架山峰及香港城市大學學生宿舍
- 南昌街 - 前往石硤尾、澤安邨或畢架山花園
- 龍悅道 - 前往呈祥道或大埔道

## 沿路景點
- 香港浸會大學
- 香港浸信會醫院
- 石硤尾公園
- 歌和老街公園
- 小西湖遺址
- 畢架山峰
- 香港城市大學學生宿舍
- 香港扶幼會則仁中心學校
- 邵逸夫創意媒體中心（位於達康路18號）
- 香港心理衛生會臻和學校（原白田兒童中心，地段前身為九龍廚房）
- 香港浸信會區樹洪伉儷康復護養院暨九龍塘浸信會（原深水埗潮語浸信會）
- 公共衛生檢測中心

## 流行文化
- 香港电影《省港旗兵》中有提到歌和老街和浸会医院
- 香港網劇《向西聞記》提及歌和老街

## 外部連結
- 歌和老街相集

22°20′23.5494″N 114°10′21.9534″E / 22.339874833°N 114.172764833°E